# Goh Liu Ying
Goh Liu Ying (Malaca, 30 de maio de 1999) é uma jogadora de badminton malaia, medalhista olímpica e especialista em duplas.

## Carreira
Goh representou seu país nos Jogos Olímpicos de Verão de 2016, conquistando a medalha de prata nas duplas mistas ao lado de Chan Peng Soon.